# Kolegiata Najświętszego Serca Pana Jezusa w Skierniewicach
Kolegiata Najświętszego Serca Pana Jezusa w Skierniewicach – rzymskokatolickie: kościół parafialny i kolegiata należące do dekanatu Skierniewice – Najświętszego Serca Pana Jezusa diecezji łowickiej. Znajduje się w skierniewickiej dzielnicy Widok.
W 1982 roku uzyskano pozwolenie na budowę świątyni. W 1985 roku arcybiskup metropolita warszawsko-gnieźnieński kardynał Józef Glemp, prymas Polski, dekretem z dnia 1 czerwca 1985 roku erygował nową parafię pod wezwaniem Najświętszego Serca Pana Jezusa. Pierwszym organizatorem, a następnie proboszczem parafii został mianowany ksiądz kanonik Bolesław Stokłosa. Wznoszenie murów świątyni trwało długo. 17 marca 2002 roku zostały poświęcone cztery dzwony: „Jezus Chrystus”, „Jan Paweł II”, „Alojzy” i „Małgorzata Maria”. 21 czerwca 2003 roku biskup łowicki Alojzy Orszulik SAC konsekrował kościół i nadał mu tytuł kolegiaty, powołując przy nim Skierniewicką Kapitułę Kolegiacką. Nominacje dziewięciu kanoników Kapituły Skierniewickiej zostały przedstawione 18 października, natomiast uroczysta instalacja kanoników odbyła się 2 listopada 2003 roku, w czasie mszy świętej odprawionej pod przewodnictwem biskupa łowickiego.
W świątyni znajdują się dwie kaplice: Matki Bożej Częstochowskiej i Wieczystej Adoracji Najświętszego Sakramentu. Ta druga została poświęcona przez biskupa łowickiego Andrzeja Dziubę i oddana do użytku 16 X 2008 r. Jest ona wotum dziękczynnym i pamiątką I Diecezjalnego Kongresu Eucharystycznego. Na ścianie ołtarzowej góruje obraz Jezusa, trzymającego lewą dłoń na sercu. Wyrazem pamięci o zamordowanych na Syberii Polakach jest tablica na ścianie kościoła; druga, na filarze, poświęcona jest wydarzeniom w parafii. Szczególną chlubą są 33-głosowe organy elektroniczno-pneumatyczne, zbudowane w 1956 r. przez firmę Klais z Bonn.